# Usina Nuclear de Emsland

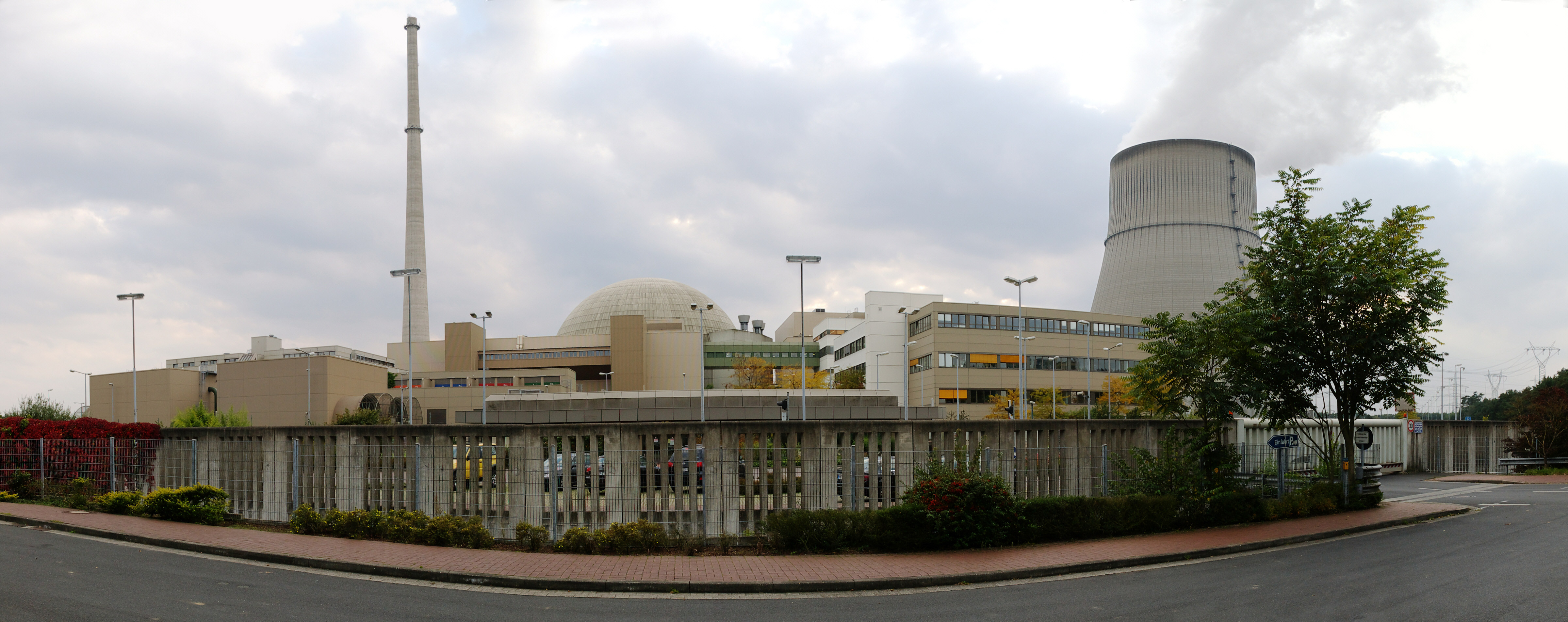
Usina Nuclear de Emsland.

A Usina nuclear de Emsland foi um reator nuclear localizado no distrito de Emsland, na Alemanha, logo ao sul da Usina Nuclear de Lingen. O reator possuía 193 elementos de combustível totalizando um núcleo de 103 toneladas. Era um reator do tipo Konvoi
RWE era a dona de 87,5% da usina e a Preussen Elektra detinha o restante.
O reator tem 1 400 MW de potência, fornecendo energia para 3,5 milhões de casas. Produzia anualmente cerca de 11 bilhões de KWh e tem fator de capacidade acima de 90%, evitando o  lançamento anual de 11 milhões de toneladas de gás carbônico. 300 pessoas são empregadas pela usina.
Em 15 de abril de 2023, os últimos três reatores da Alemanha dão por terminada a sua operação, fechando a central nuclear de Emsland. Com o encerramento destes três últimos reatores, a Alemanha dá por terminada a decisão anunciada em 2002 de eliminar progressivamente a energia nuclear, estratégia acelerada por Angela Merkel em 2011, após o desastre de Fukushima, no Japão, que ocorreu meses antes. Desde 2003, 16 centrais nucleares já foram encerradas.

## Incidentes
| Eventos INES | 2011 | 2010 | 2009 | 2008 | 2007 | 2006 |
| ------------ | ---- | ---- | ---- | ---- | ---- | ---- |
| INES 0       | 2    | 5    | 8    | 1    | 9    | 7    |
| INES 1       | 0    | 0    | 0    | 0    | 0    | 0    |